# Цильмер, Август
Август Цильмер (нем. August Zillmer; 23 января 1831, Тшебятув, Польша — 22 февраля 1892, Берлин, Германия) — немецкий математик, актуарий.

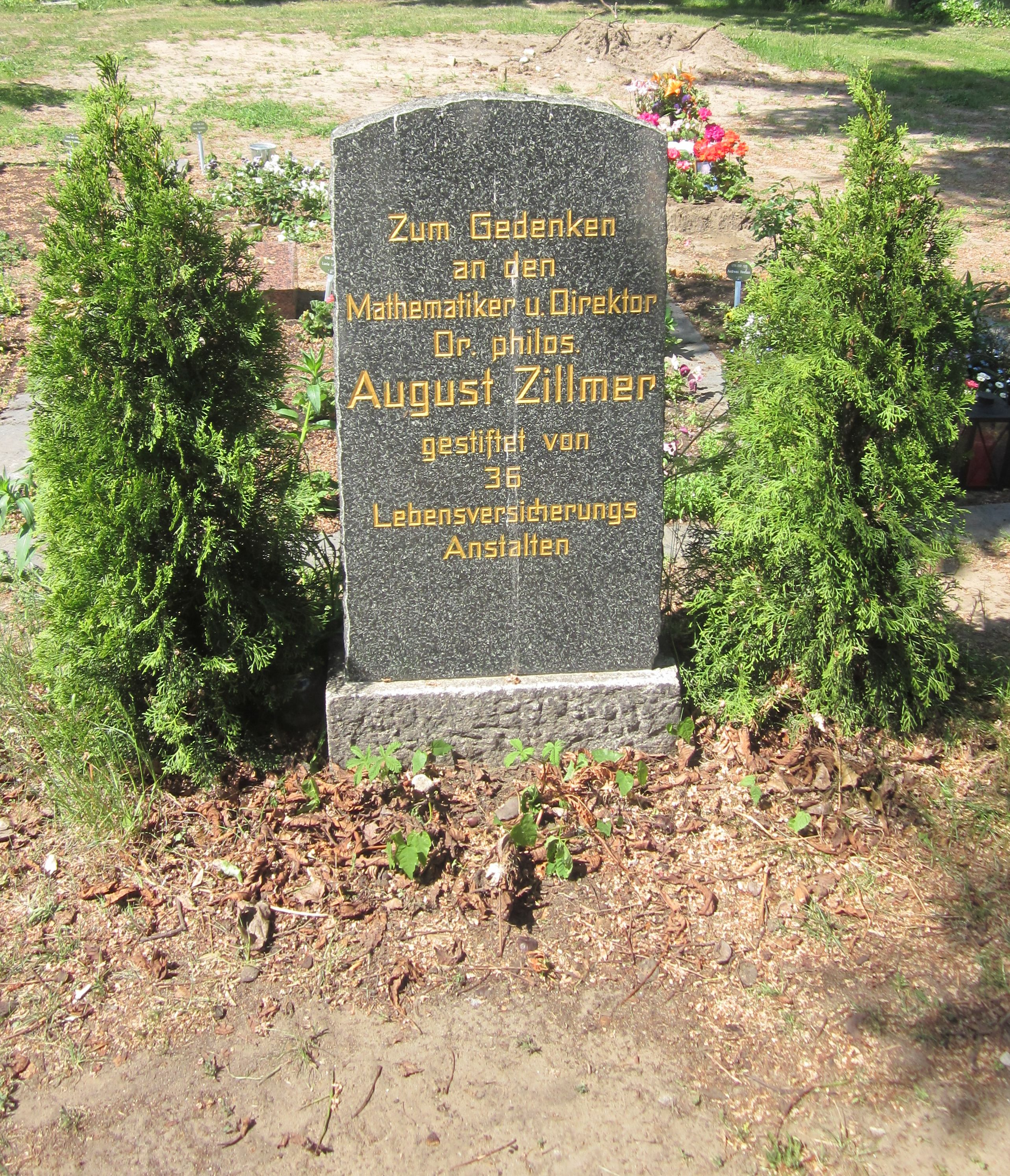
Grab von August Zillmer, Берлин

Известен своим методом по вычислению таблиц смертности для страхования жизни.
Главные труды: «Die mathematischen Rechnungen bei Lebens und Rentenversicherungen (Математические расчеты жизни и пенсионного страхования)» (1-е изд., 1861, 2-е изд., 1887) и «Deutsche Sterblichkeitstafeln aus den Erfahrungen von 23 Lebensversicherungsgesellschaften (Немецкие таблицы смертности в результате опыта 23 компаний по страхованию жизни)» (1883; по поручению союза нем. страховых обществ). Последний труд заключает в себе таблицы смертности, которые были приняты большинством немецких страховых обществ как основание для их тарифов по страхованию жизни. В России и Швейцарии и во многих страховых обществах был принят метод Цильмера.
Надпись на надгробной плите в Берлине: "Zum Gedenken an den Mathematiker und Direktor Dr. philos. August Zillmer gestiftet von 36 Lebensversicherungsanstalten" - «Увековечение математику и директору Доктору философии Августу Цильмеру пожертвовано от 36 компаний по страхованию жизни».

## Избранные труды
- Die mathematischen Rechnungen bei Lebens- und Renten-Versicherungen, 1861
- Beitrage zur Theorie der Prämien-Reserve bei Lebens-Versicherungs-Anstalten, 1863,
- Über die Geburtenziffer, die Sterbeziffer, das durchschnittliche Sterbealter und den Zusammenhang dieser Zahlen mit der mittleren Lebensdauer, 1863,
- Betrachtungen über die einfache Zinsrechnung, mit besonderer Rücksicht auf den Oettingerschen Beweis, Stettin 1864
- Deutsche Sterblichkeitstafeln aus den Erfahrungen von dreiundzwanzig Lebensversicherungsgesellschaften, Berlin 1883